# MTV3
MTV3はフィンランドのテレビ局。

## 概要
MTV3は1957年8月13日に開局。フィンランド初の民間テレビ局でもあった。当初はMTVとして運営されていたが、1993年以降、現在の名称になり、欧州放送連合にも加盟された。

## 主な番組
- 24 -TWENTY FOUR-
- CSI:科学捜査班
- CSI:マイアミ
- CSI:ニューヨーク
- Dr.HOUSE
- ER緊急救命室
- The O.C.
- アイドルズ
- アメージング・レース
- サバイバー
- ザ・シンプソンズ
- セックス・アンド・ザ・シティ
- ポップスターズ
- プリズン・ブレイク
- Tanssii tähtien kanssa